# Phước Hòa (Tam Kỳ, Quảng Nam)
Phước Hòa is een phường van Tam Kỳ, de hoofdstad van de provincie Quảng Nam.
Phước Hòa ligt aan de zuidelijke oever van de Bàn Thạch.